# We Need to Do Something

We Need to Do Something est un film américain réalisé par Sean King O'Grady, sorti en 2021.

## Synopsis
Melissa et sa famille se mettent à l'abri d'une tempête mais se retrouvent vite piégés. Melissa et sa petite amie se rendent compte qu'elles sont peut être responsables dans les horreurs qui arrivent à la famille.

## Fiche technique
- Titre original : We Need to Do Something
- Réalisation : Sean King O'Grady
- Scénario : Max Booth III
- Musique : David Chapdelaine
- Photographie : Jean-Philippe Bernier
- Montage : Shane Patrick Ford
- Production : Peter Block, Colin Duerr, Ryan Lewis, Josh Malerman et Bill Sterz
- Sociétés de production : Atlas Industries, Spin a Black Yarn, A Bigger Boat et Hantz Motion Pictures
- Pays :  États-Unis
- Genre : Film d'horreur
- Durée : 97 minutes
- Dates de sortie : 
  - États-Unis : 10 juin 2021 (Festival du film de Tribeca)
  - États-Unis : 3 septembre 2021

## Distribution
- Lisette Alexis : Amy
- John James Cronin : Bobby
- Pat Healy : Robert
- Sierra McCormick : Melissa
- Vinessa Shaw : Diane